# Seán Sherlock

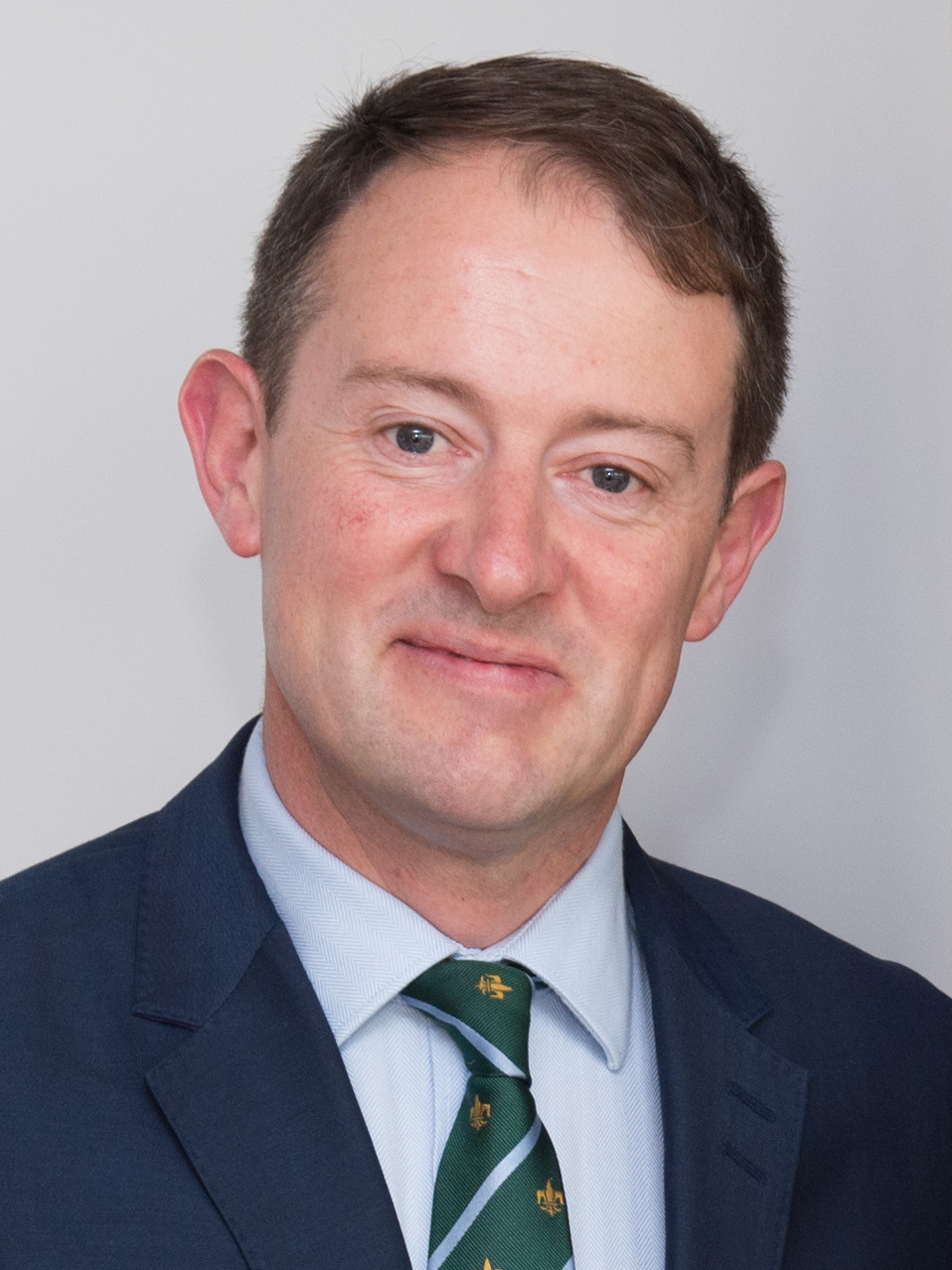
Seán Sherlock (2015)

Seán Sherlock (irisch Seán Ó Searlóg; * 6. Dezember 1972 in Cork, Irland) ist ein irischer Politiker der Irish Labour Party, für die er als Teachta Dála im Dáil Éireann, dem Unterhaus des Oireachtas, sitzt.

## Leben
Sherlock ist der Sohn des Labour-Politikers Joe Sherlock, der ebenfalls als Teachta Dála im Unterhaus saß. Er wuchs in Mallow (County Cork) auf und studierte nach der Schule am University College Galway Wirtschaft und Politik. Seit 2015 ist er mit Máire Ní Ríordáin verheiratet, mit der er drei Kinder hat.
Er folgte seinem Vater 2003 im Gemeinderat von Mallow und im Cork County Council nach. Als sein Vater 2007 nicht zu den Wahlen zum Dáil Éireann 2007 antreten wollte, ließ sich Seán Sherlock zum Kandidaten im Wahlkreis Cork East aufstellen. Er wurde knapp gewählt. Bei den nachfolgenden Wahlen konnte er seinen Sitz stets verteidigen.
Am 19. März 2011 wurde er in der ersten Regierung Kenny zum Staatsminister für Forschung und Entwicklung im Arbeits- und Wirtschaftsministerium ernannt. Bei der Regierungsumbildung am 15. Juli 2014 wurde Sherlock zum Staatsminister im Außen- und Handelsministerium für Entwicklungshilfe und Nord-Süd-Kooperation ernannt. Da nach den Wahlen 2016 die Fine Gael-Labour-Koalition nicht mehr fortgesetzt wurde, verließ er den Staatsministerposten und ging in die Opposition. Er kündigte im Oktober 2023 an, bei den Wahlen zum Dáil Éireann 2024 nicht mehr antreten zu wollen.